# Arthur Harris
Sir Arthur Travers Harris, 1. Baronet (Cheltehnam, 13. travnja 1892. – Goring na Temzi, 5. travnja 1984.) bio je u činu maršala viši časnik Kraljevskih zračnih snaga tijekom Drugog svjetskog rata te zapovjednik RAF Bomber Command. 
Pod njegovim zapovjedništvom izvršeni su od 1943. – 1945. godine masovni zračni napadi na brojne njemačke gradove. Tijekom tih bombardiranja glavne mete napada bile su civilno stanovništvo, infrastruktura kao i gradska industrijska postrojenja.  
Primarna meta napada su prema Harrisovim mišljenju bili napadi na civile radi slamanja morala i motivacije otpora njemačkog stanovništva. (tzv. Moralno bombardiranje). Stoga slovi za jednu od najkontroverznijih ličnosti tog vremena.
Smatra se da je odgovoran za smrt više od 25.000 nedužnih civila, među kojima je bio i veliki broj izbjeglica. Također, brojni kritičari ga nazivaju i ratnim zločincem.

## Životopis
Tijekom Drugog svjetskog rata je bio zapovjednik  Britanskih strateških bombardera te zagovornik strateških bombardiranja Njemačke.